# Pinel-Hauterive
 Pinel-Hauterive  là một xã thuộc tỉnh Lot-et-Garonne trong vùng Nouvelle-Aquitaine phía tây nam nước Pháp. Xã này nằm ở khu vực có độ cao từ 37-204 mét trên mực nước biển.